# Германская почта в Османской империи
Германская почта в Османской империи — принадлежавшие Германии почтовые отделения, действовавшие в ряде городов Османской империи в период с 1870 по 1914 год.

## История
Германия была в числе девяти государств, заключивших с Османской империей капитуляции — договоры, которые предоставили им различные права экстерриториальности в обмен на возможность вести торговлю. В сфере почты эти государства устанавливали связи между своими коммерческими предприятиями и их агентами по всему Ближнему Востоку.
1 марта 1870 года Северогерманский союз открыл первое почтовое отделение в Пере (пригород Константинополя), где использовались стандартные марки Северо-Германского почтового округа без надпечатки.
С января 1872 года управление почтой перешло к Германской имперской почте, которая расширила его деятельность с образованием специального ведомства — Deutsche Post in der Tũrkei («Германская почта в Турции»). В обращении находились стандартные почтовые марки Германской империи.

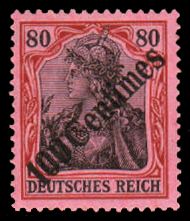
Марка германской почты в Османской империи номиналом в 100 сантимов, 1908(Sc #59)

1 октября 1877 года константинопольское почтовое отделение было переведено в Галата́, а в Константинополе 1 января 1876 года был открыт филиал. Всего несколько лет почтовые отделения функционировали в городках Буюкдере (1880—1884) и Ферапия (1884—1888). 1 января 1898 года почтовое отделение начало работать в Яффе, а с 1 марта 1900 года отделения открылись ещё в трёх местах — в Иерусалиме, Смирне, Бейруте и Пере.
Со вступлением Османской империи в Первую мировую войну германские почтовые отделения были закрыты 9 сентября 1914 года.

## Выпуски почтовых марок
С 1884 года в обращении, для почтовых нужд германских отделений на территории Османской империи, появились стандартные почтовые марки имперской почты с надпечатками новых номиналов в местной валюте — пиастрах и пара, а после 1908 года — во французских сантимах.
Марки с надпечаткой названия страны не выпускались.
По данным Л. Л. Лепешинского (1967), всего за период с 1884 по 1914 год было выпущено 56 почтовых марок; в каталоге «Скотт» перечислено 59 марок основных типов (без учёта разновидностей), выходивших в 1884—1908 годах.

## Список почтовых отделений
Ниже указаны основные почтовые отделения, которые работали в следующих городах Османской империи (с указанием названия на немецком языке в соответствии со штемпелями гашения):
- Константинополь — Konstantinopel,
- Бейрут — Beirut,
- Яффа — Jaffa,
- Иерусалим — Jerusalem,
- Смирна — Smyrna.